# Деркач Володимир Федорович
Деркач Володимир Федорович (нар. 1 січня 1957, с. Яблучне Великописарівський район, Сумська область) — військовий диригент, педагог. Генерал-майор (2002). Лауреат міжнародних конкурсів. Народний артист України (2004).

## Життєпис
Закінчив Сумське музичне училище (1977; клас труби О. Гаршина), факультетт військових диригентів Московської консерваторії (1986; кл. Ю. Тутиніна), Міжрегіональну академію управління персоналом (Київ, 2005).
- У 1975—1977 рр. — артист оркестру Сумського музично-драматичного театру ім. М. Щепкіна.
- У 1977—1981 рр. — музикант 14-го оркестру штабу Київського військового округу.
- З 1986 — заступник нач., військ. диригент оркестру штабу Одеського військового округу.
- З 1990 — військовий диригент Одеського артилерійського командного училища; з 1992 — заступник нач. військ.-оркестр. служби ЗС України.
- З 1995 — начальник військ.-оркестр. служби — головний військовий диригент ЗС України.
- З 2004 — нач. військ.-муз. упр. — гол. військ. диригент ЗС України; водночас від 2005 — доцент кафедри духових та ударних інструментів Київського університету культури і мистецтв.

Ініціатор створення кафедри підготовки військових диригентів у Військовому інституті при університеті Львівська політехніка. Від 1995 як художній керівник і головний диригент зведеного оркестру гарнізону Києва забезпечує музичний супровід проведення параду військ на вул. Хрещатик (Київ), концертів, музичних фестивалів під час державних свят у Києві, Львові, Одесі, Дніпрі та інших містах; прийомів державних та офіційних візитів глав іноземних держав, делегацій тощо.
Один із організаторів оркестру Почесної варти Президентського полку.
Один із засновників Міжнародного фестивалю військових оркестрів «Сурми Конституції» (Суми, 2001). Автор ст. «Військова музика з глибини історії» // «Військо України», 1997, № 7–8.